# 霍達基夫齊
49°31′16″N 27°5′7″E / 49.52111°N 27.08528°E
霍達基夫齊（烏克蘭語：Ходаківці）是位於烏克蘭西部的村莊，由赫梅利尼茨基州裡赫梅利尼茨基區的利索維-赫里尼夫齊市鎮負責管轄。該村面積6.31平方公里，海拔高度347米，2001年人口224，人口密度每平方公里35.5人。